# آریل لوپز (بازیکن فوتبال، زاده ۱۹۷۴)
آریل لوپز (انگلیسی: Ariel López؛ زادهٔ ۵ آوریل ۱۹۷۴) بازیکن فوتبال اهل آرژانتین است.
از باشگاه‌هایی که در آن بازی کرده‌است می‌توان به باشگاه ورزشی رئال مایورکا، باشگاه فوتبال هرکولس، باشگاه فوتبال لانوس، باشگاه فوتبال جنوآ، باشگاه ورزشی سن لورنسو آلماگرو، و باشگاه فوتبال اونیورسیداد ناسیونال اشاره کرد.